# Triumf śmierci (obraz Pietera Bruegla starszego)
Triumf śmierci (niderl. De triomf van de dood) – obraz olejny namalowany w 1562, przez niderlandzkiego malarza Pietera Bruegla na siedem lat przed jego śmiercią. Obecnie obraz znajduje się w hiszpańskim muzeum Prado w Madrycie.

## Tło tematyczne
Tematykę obrazu (triumf śmierci) prawdopodobnie wybrano w oparciu o trudną sytuację polityczną Niderlandów, jaka poprzedzała wojnę osiemdziesięcioletnią w latach 1568–1648. Przypuszczalnie obraz miał być odwzorowaniem nieuniknionego konfliktu zbrojnego, z którego autor obrazu zdawał sobie sprawę, a który wkrótce mógł objąć całe Niderlandy.

## Opis
Obraz przedstawia bardzo ponurą scenerię, która budzi skojarzenia z trwającą bitwą. Jednak owa bitwa nie rozgrywa się między ludźmi, lecz przeciwko armii kościotrupów, która nieuchronnie odbiera życie wszystkim ludziom. Tło jest jałowym krajobrazem, w którym wciąż rozgrywają się sceny zniszczenia takie jak topienie ludzi w rzece, wieszanie, ścinanie głów. Na pierwszym planie w centralnym punkcie śmierć z kosą na czerwonawym wychudzonym koniu prowadzi swoją armię, niszcząc świat żywych. Przerażeni ludzie uciekają do ogromnej trumny bez nadziei na zbawienie. Niektórzy próbują zmagać się z mrocznym przeznaczeniem, podczas gdy inni podporządkowują się swojemu przeznaczeniu. Tylko para kochanków, w prawym dolnym rogu, pozostaje poza przyszłością, lecz oni także będą musieli cierpieć.
Malarz położył duży nacisk na ukazanie bezsilności człowieka wobec śmierci, na obrazie zaprezentował ludzi z różnych środowisk społecznych – od chłopów i żołnierzy do szlachty, a nawet króla i kardynała – karanych przez śmierć bez wyjątku, którzy w obliczu śmierci stają na równi z innymi.

## Nawiązania w kulturze
Dzieło wykorzystane zostało w 1999 na okładce reedycji debiutanckiego albumu Hammer of Gods amerykańskiej grupy muzycznej Angelcorpse wykonującej death metal.
Obraz został wykorzystany jako okładka do EP "NOTHINGS DIFFERENT </3" amerykańskiego rapera Juice Wrld.Minialbum zawierał 3 utwory i został wydany 22 grudnia 2017 na SoundCloud